# Армфельт, Магнус Вильгельм
Магнус Вильгельм Армфельт (швед. Magnus Wilhelm Armfelt; 25 июля 1725 — 14 мая 1795) — шведский военный и государственный деятель.

## Биография
Родился в семье капитана Густава Армфельта (1701—1756) и Анны Элизабет Врангель (1699—1736). Внук генерала Карла Густава Армфельта, брат губернатора Карла Густава Армфельта, участника Аньяльского союза.
Армфельт начал свою военную карьеру в 1737 году в возрасте 12 лет знаменосцем Карельского драгунского корпуса. Произведён в сержанты в 1741 году, а в 1742 году произведён в драбанты лейб-гвардии. В 1745 году стал капитаном Королевского шведского полка в составе французской армии. После возвращения в Швецию в 1751 году произведён в капитан-лейтенанты Лейб-драгунского полка, в 1753 году в штабс-капитаны, в 1761 году в секунд-майоры, а в 1769 году в премьер-майоры. В том же году произведён в подполковники, а в 1775 году в полковники.
С 1776 по 1781 год являлся командиром Лейб-драгунского полка. В декабре 1781 года стал губернатором лена Або и Бьёрнеборг. В 1790 году вышел в отставку в звании генерал-майора.
Армфельту принадлежало несколько имений в Финляндии. С 1754 по 1782 год владел и проживал в усадьбе Юва в Тарвасйоки, в котором родился Густав Мориц Армфельт и в настоящее время является музеем. После Армфельт переехал в имение Оминне в Халикко, которое он приобрёл в 1786 году за 10 000 риксдалеров, полученных от короля Густава III. Год спустя Армфельт купил усадьбу Виурила в том же приходе. Кроме того, он также владел имением Вуорентака в Халикко и, на короткое время, имением Саариc в Миетойнене. После смерти Магнуса Вильгельма Оминне перешло во владение Густава Морица Армфельта, а Виурила и Вуорентака перешли к его младшему сыну Августу Филипу.

## Семья
В 1756 году женился на Марии Катарине Веннерстедт (1728—1803), дочери президента суда Гёталанда Карла Густава Веннерстедта. Их дети:
- Густав Мориц (1757—1814)
- Фридрих Вильгельм (1760—1763)
- Август Филипп (1768—1839)